# Beatriz Ponce de León
Beatriz Ponce de León (antes de 1352-después de 1385) era una noble castellana que era bisnieta materna por vía masculina del infante aragonés Jaime I de Jérica y de su cónyuge Elsa Álvarez de Azagra, la que a su vez era nieta materna por vía ilegítima de Teobaldo I de Navarra. Beatriz fue una de las amantes del rey Enrique II de Castilla.

## Familia
Fue hija de Pedro Ponce de León el Viejo y de su esposa Beatriz de Jérica. Sus abuelos paternos fueron Fernando Ponce de León y Meneses, señor de Marchena, y su esposa Isabel de Guzmán. Los abuelos maternos fueron Jaime II de Jérica  y su esposa Beatriz de Lauria.

## Descendencia
De su relación con el rey Enrique II de Castilla nacieron dos hijos: 
- Beatriz de Castilla (m. 1409), contrajo matrimonio con Juan Alonso Pérez de Guzmán y Osorio, I conde de Niebla, con sucesión.
- Fadrique de Castilla (1360-1414), fue nombrado por su padre duque de Benavente. Murió en prisión en Almodóvar del Río en 1414. Contrajo matrimonio con Leonor Sánchez de Castilla, hija ilegítima de Sancho de Castilla, I conde de Alburquerque.